# イングルヌック

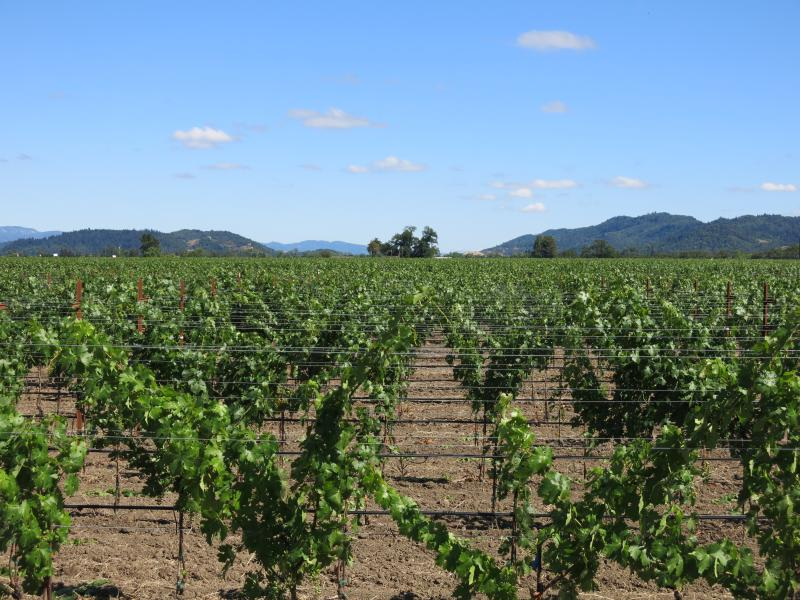
イングルヌックのワイナリー

イングルヌックは、暖炉まわりの空間のこと。造り付けのベンチが付いていることが多いことからそのベンチを指す場合もある。
イングルヌック (Inglenook) は、カリフォルニア州ナパ・バレーにあるワイナリー。
1887年にグスタフ・ニーバムによって設立された。フランシス・フォード・コッポラによって1975年に買収され、「ニーバム・コッポラ・ワイナリー」(Niebaum-Coppola Winery)と名前を改めた。広大な敷地には、葡萄畑とワイン製造工場のほかに、ビジター用の施設が併設されている。この建物内には、ワインショップとテイスティングルーム以外に、映画に関する博物館が併設されている。映画が発明された当時のスプロケット・システムの実演や、フランシス・フォード・コッポラが監督した作品のストーリーボードやプロップ（『タッカー』の車体、『ゴッドファーザー』の机、『ワン・フロム・ザ・ハート』の巨大なカクテルグラス）などが展示されていた。
2006年、コッポラは、新たにワイナリーを取得し、そこをコッポラ・ワイナリーとした。ニーバム・コッポラ・ワイナリーにあった映画のプロップは新しいワイナリーに移動され、このワイナリーはルビコン・ワイナリーと名称変更され、扱うワインはルビコンをはじめ高級指向になった。それまで売られていた比較的安い価格帯のワインは、コッポラ・ワイナリーで販売されている。
2011年、コッポラは本来のイングルヌックの登録商標を取得し、ワイナリーの名前を本来の名前であるイングルヌックに戻した。ワイナリー全部より登録商標の方が高価だったという。

## 歴史
- 1842年　グスタフ・ニーバム（Gustav Nybom、1873年にGustave Niebaumと改名）がフィンランド（当時帝政ロシア領）のヘルシンキで生まれる。
- 1864年　ニーバムがアラスカ（当時帝政ロシア領）に移住する。
- 1887年　イングルヌック (Inglenook) にシャトーを建設。ワインの製造を始める。当時の名称はイングルヌック・ワイナリー。
- 1914年　John Daniel, Jr.がワイナリーで仕事を始める。
- 1937年　John Daniel, Jr.がニーバムの妻の死去に伴いワイナリーを買収。
- 1969年　Heublein Inc.がワイナリーの共同体を買収。イングルヌックのワイナリーも買収されることになる。
- 1970年　John Daniel, Jr.死去
- 1975年　フランシス・フォード・コッポラが住居を含むワイナリーを買収。名前を「ニーバム・コッポラ・ワイナリー」とする。
- 1978年　ニーバム・コッポラ・ワイナリーとして初めてのワインである「ルビコン」を出荷。
- 1982年　ワインコンサルタントのAndré Tchelistcheffを招聘。高級ワイン作りが本格化する。
- 1985年　ビンテージワイン「ルビコン」を発売。
- 1995年　コッポラは、残りのイングルヌックの敷地を買収。全体的に改装した。
- 1999年　Sofia Blancというスパークリングワインを発表。商品名は娘の名前からとった。
- 2002年　ニーバム・コッポラ・ワイナリーの南側の土地を買収。そこをルビコン・ワイナリーとした。
- 2006年　コッポラ・ワイナリーを別場所にオープンしたため、名称をルビコン・ワイナリーと変更する。
- 2011年　イングルヌックの名称を復活させる。

## 発売中のワイン
- ルビコン
- スカイウォーカー ランチ ワイン
- ダイヤモンドレーベル
- ディレクターズ リザーブ ワイン